# 히노 폰초

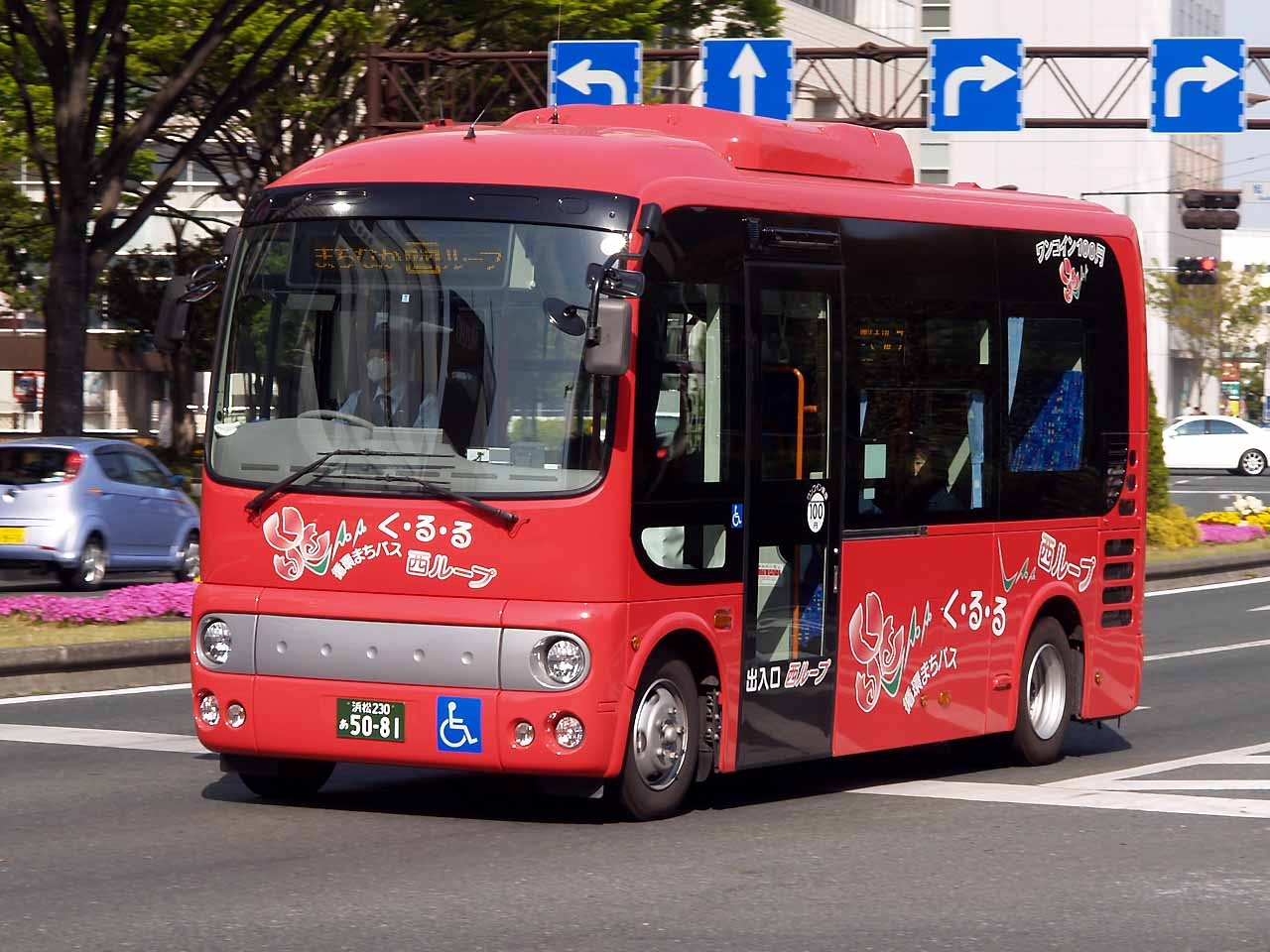
히노 폰초

히노 폰초(영어: Hino Poncho, 일본어: 日野・ポンチョ 히노 폰초[*])는 일본 J버스사가 생산하고 히노 자동차에서 판매하는 중형 버스 모델로 2002년에 출시되었다.

## 모델

### VF3ZCPMAC
2002년에 최초로 출시한 모델로 엔진은 직렬 4기통이 탑재되었고 5단 수동변속기가 라인업으로 구성되었다. 히노 폰초의 최초의 모델로  엔진은 프랑스의 PSA 푸조 시트로엥에서 제작되었고 차체의 경우 히노 자동차에서 생산되었다. 차체의 경우 전륜구동이 특징이다. 초기 모델의 경우 히노 차체 공업에서 생산했으나 히노 자동차와 이스즈 자동차와 버스 제조사의 통합과 동시에 J버스가 설립되었고 제조가 토요타 테크노 크래프트에 이관되었다. 2003년에 휠체어가 뒷문에 추가되었고 3년 동안 90대만 생산하고 2005년에 단종되었다.

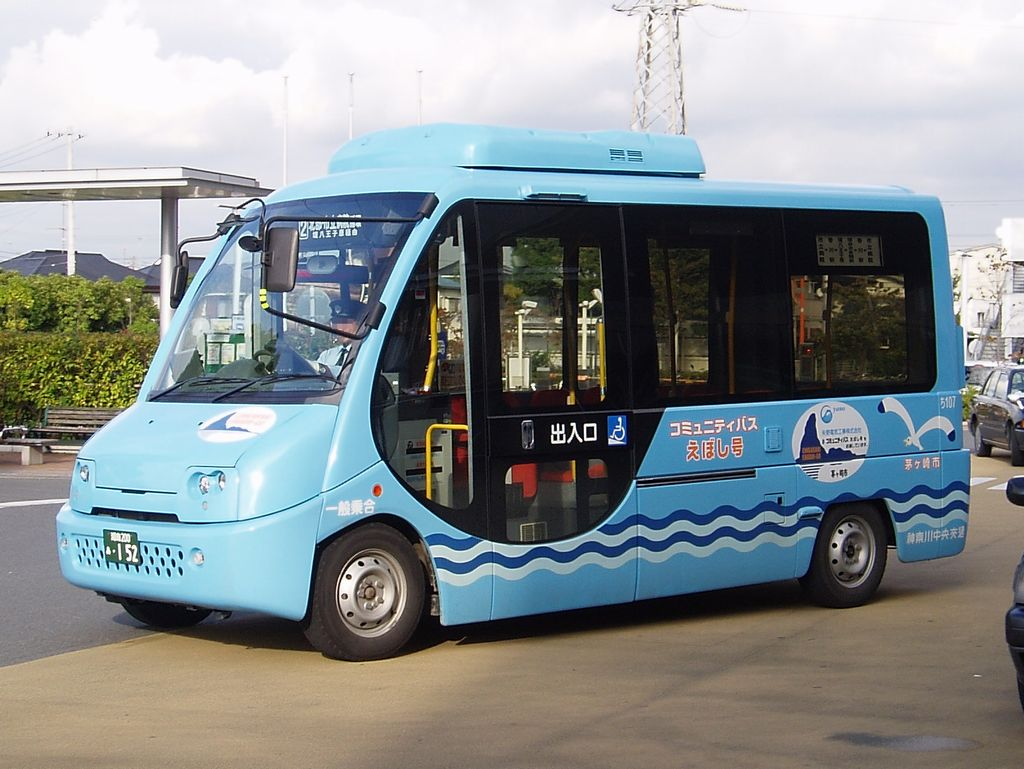
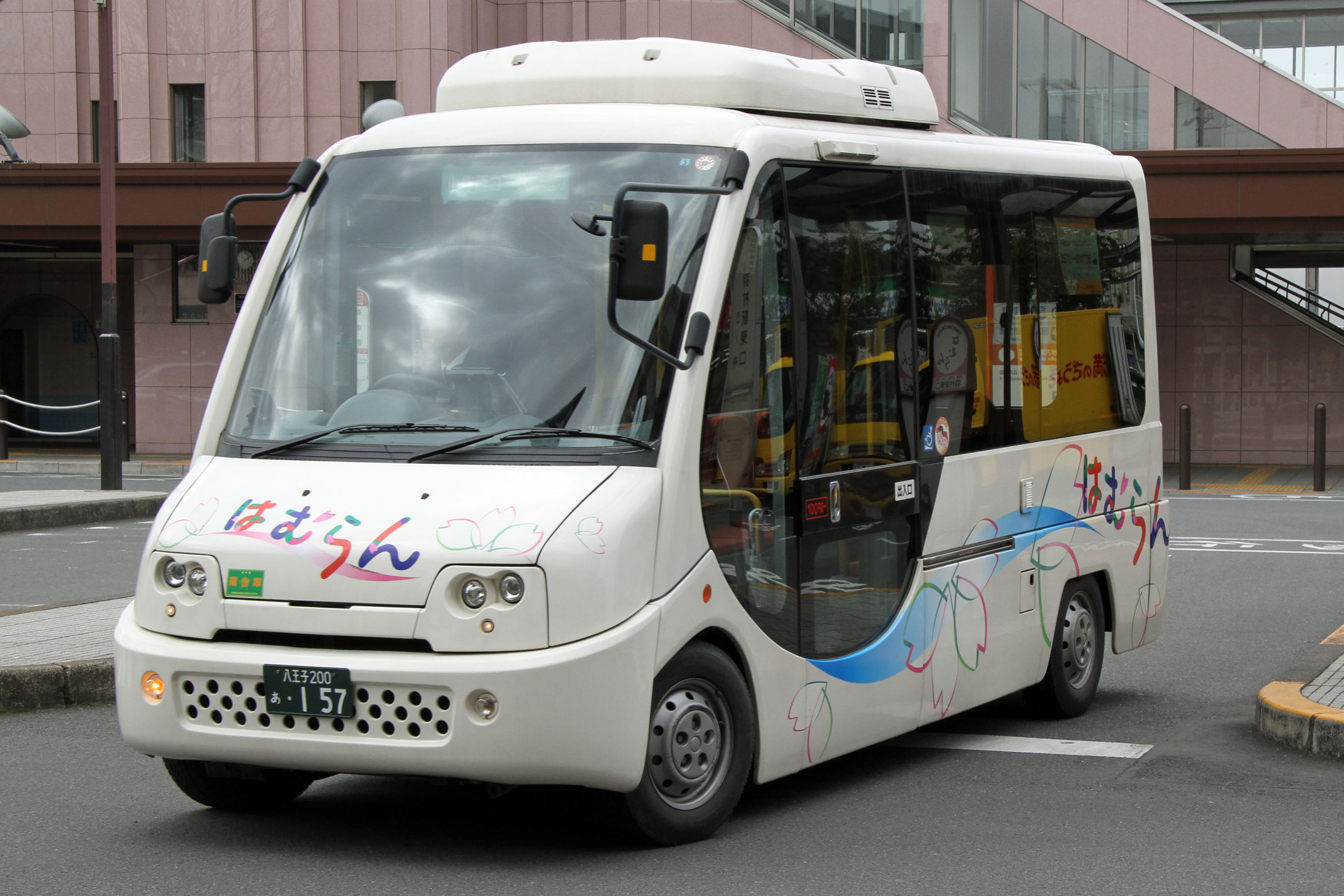
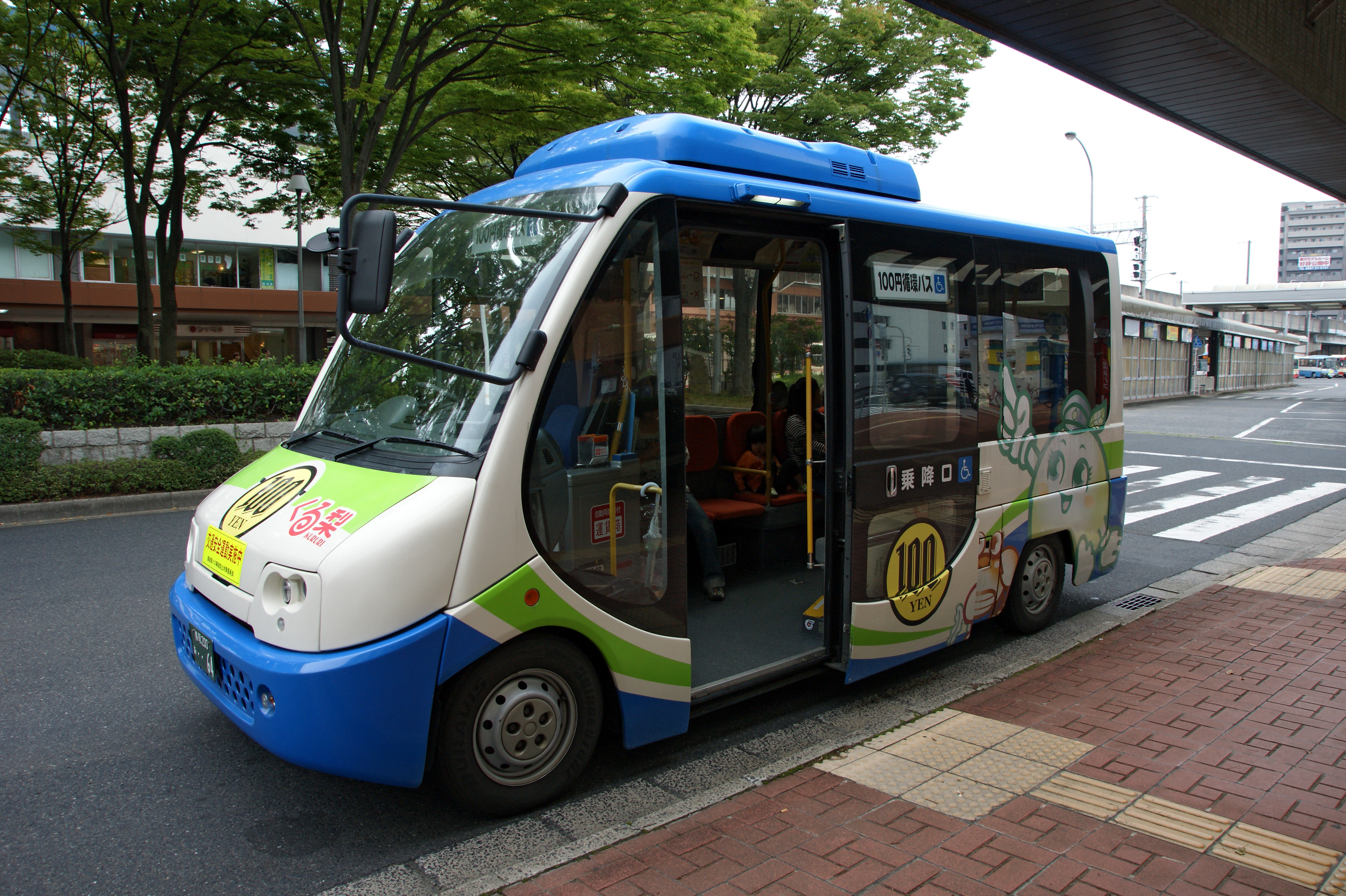

### ADG-HX6JHAE/LAE
2006년 3월에 최초로 출시 했으며 같은 해 12월에 5단 AT 장치가 탑재한 차량이 추가되었다. 엔진은 J05D형이 탑재되었고 직렬 4기통 사양이다. 배출 가스 정화 장치이 DPR이 탑재되었고 PM을 저감하여 2005년 배출가스 규제에 대응했다. 전 차량에 ABS가 탑재된 것이 특징이다.
2006년 10월에 굿 디자인 상을 수상을 받았다.

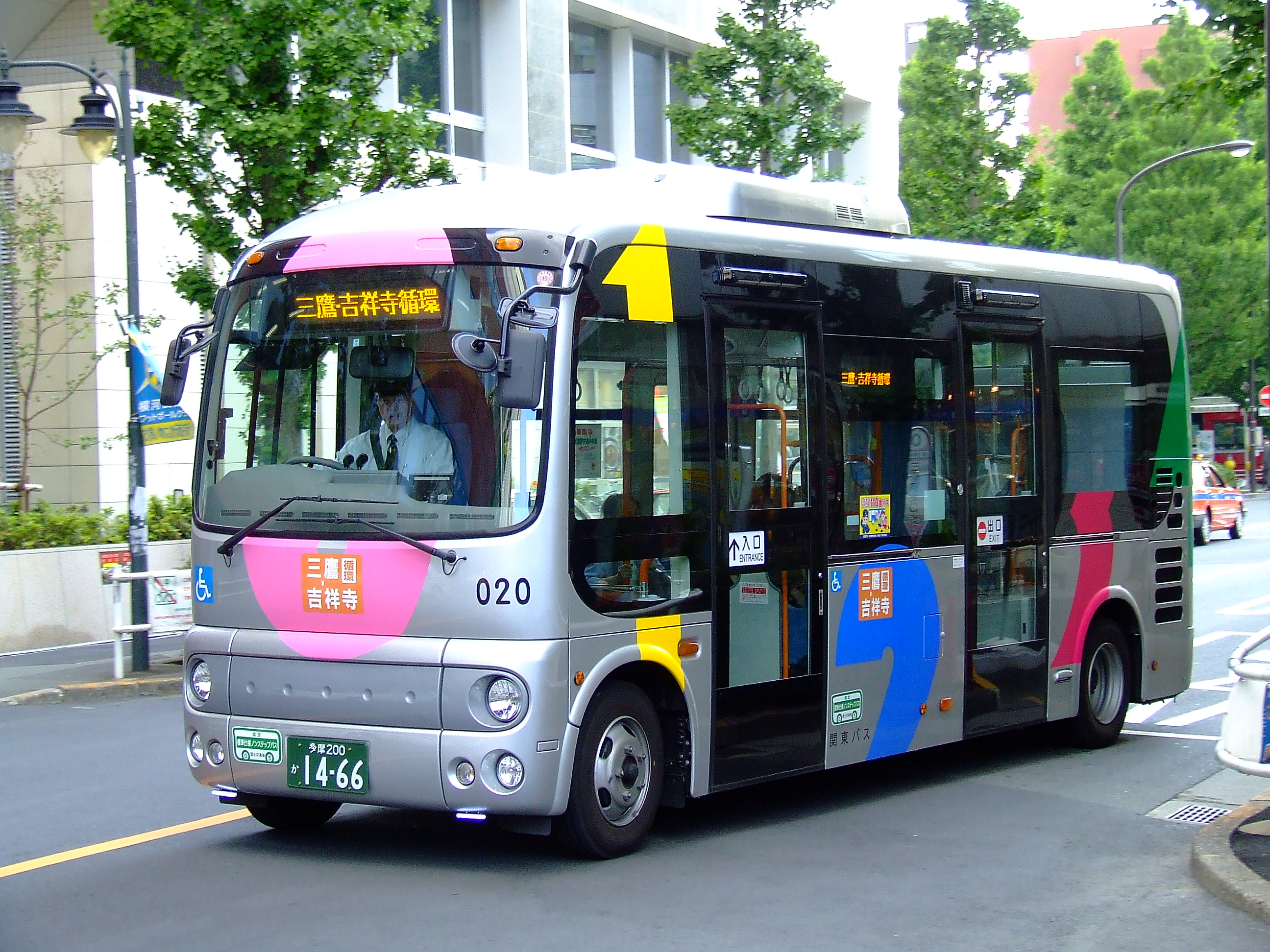
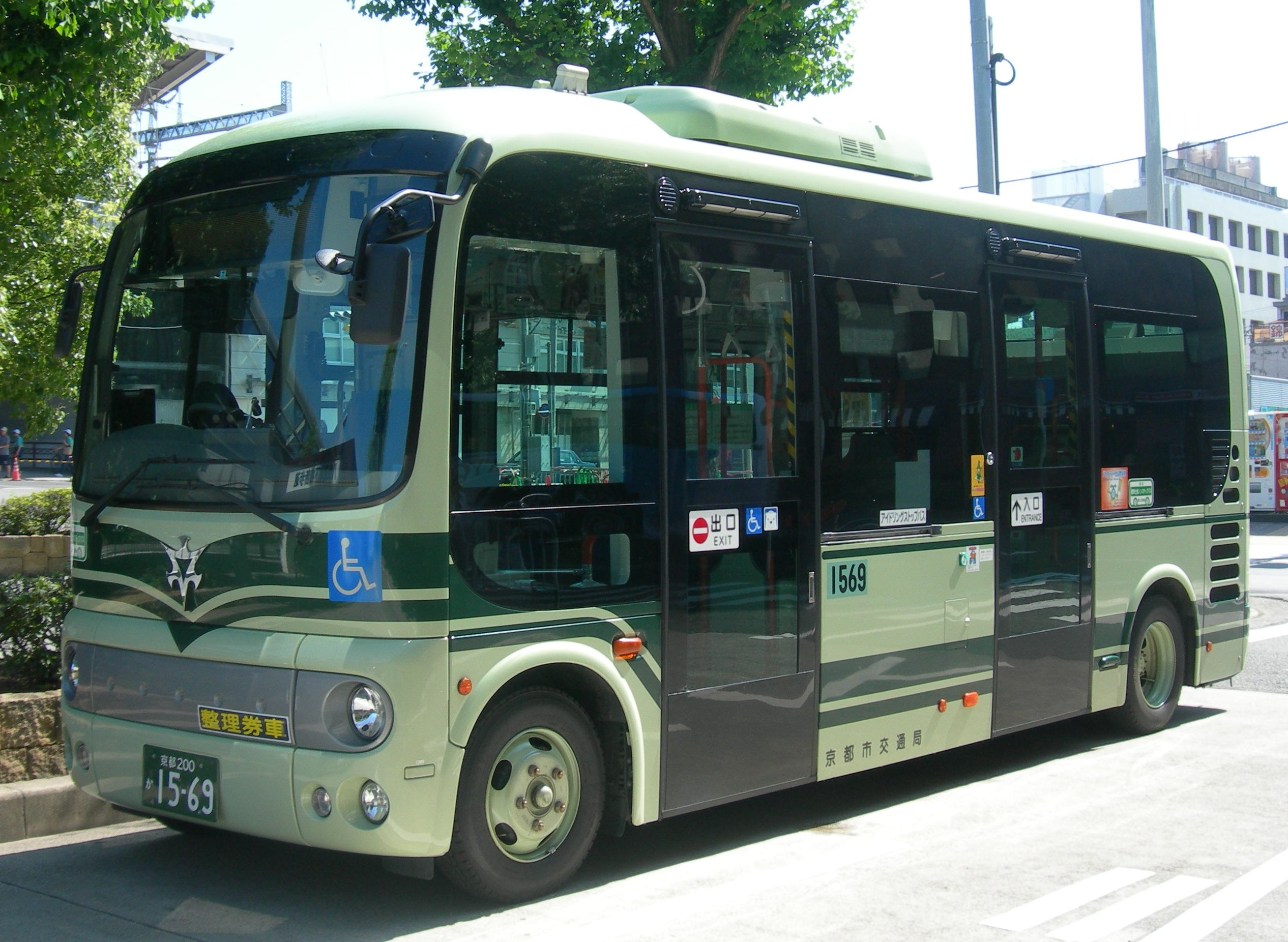
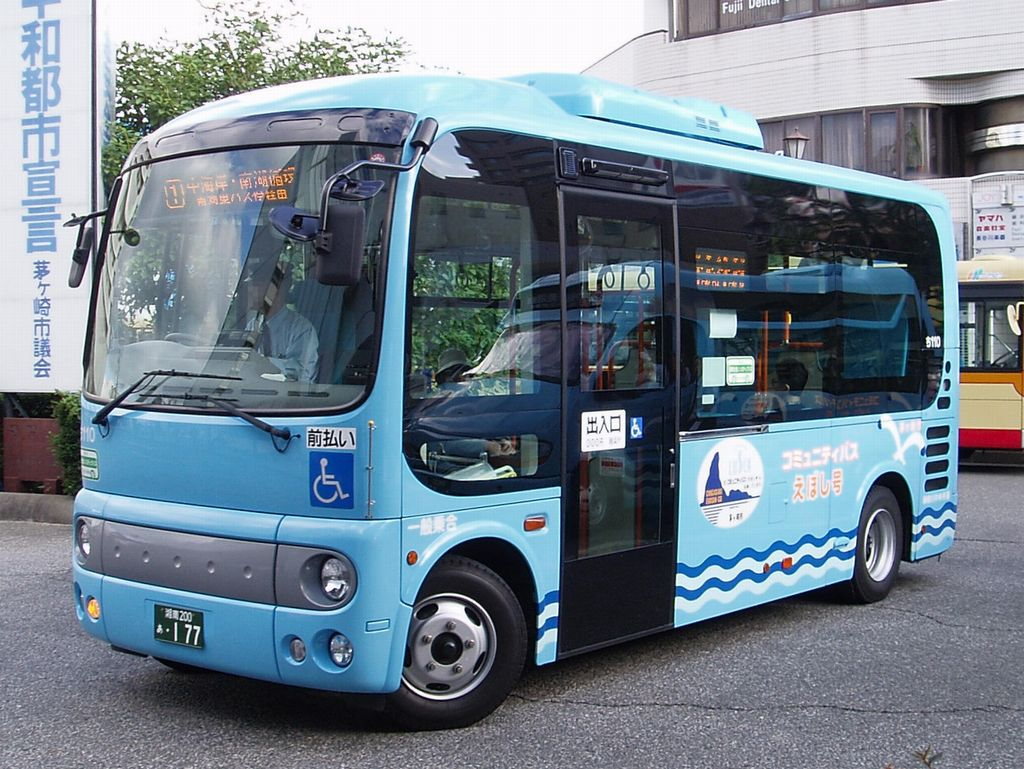

| 차종 | 숏타입      | 롱타입      |
| ---- | ----------- | ----------- |
| ADG  | ADG-HX6JHAE | ADG-HX6JLAE |

### BDG-HX6JHAE/LAE
2007년 7월에 일부 개량을 거치면서 출시한 모델과 외관 및 내관이 변동이 없으나 NOx, PM을 10% 감소시키는 모델이다. 2008년 10월에 롱바디 사양이 정원 18명을 확보한 1비차 사양이 출시되었다.

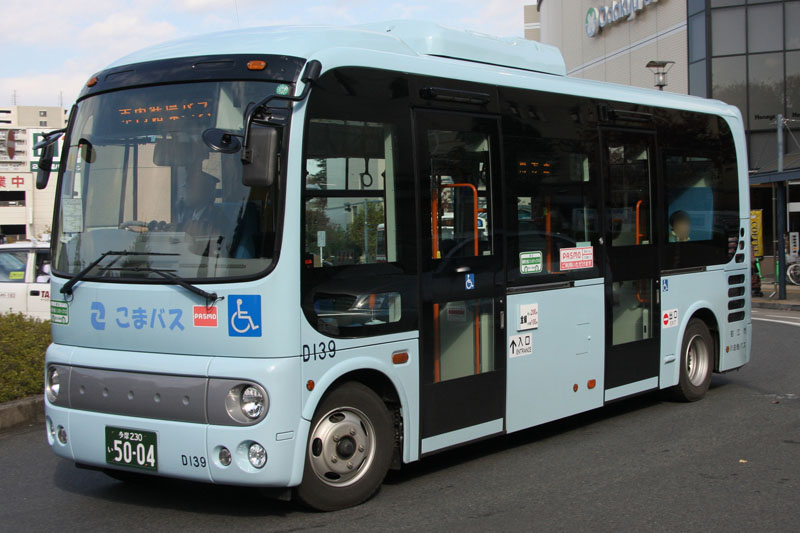
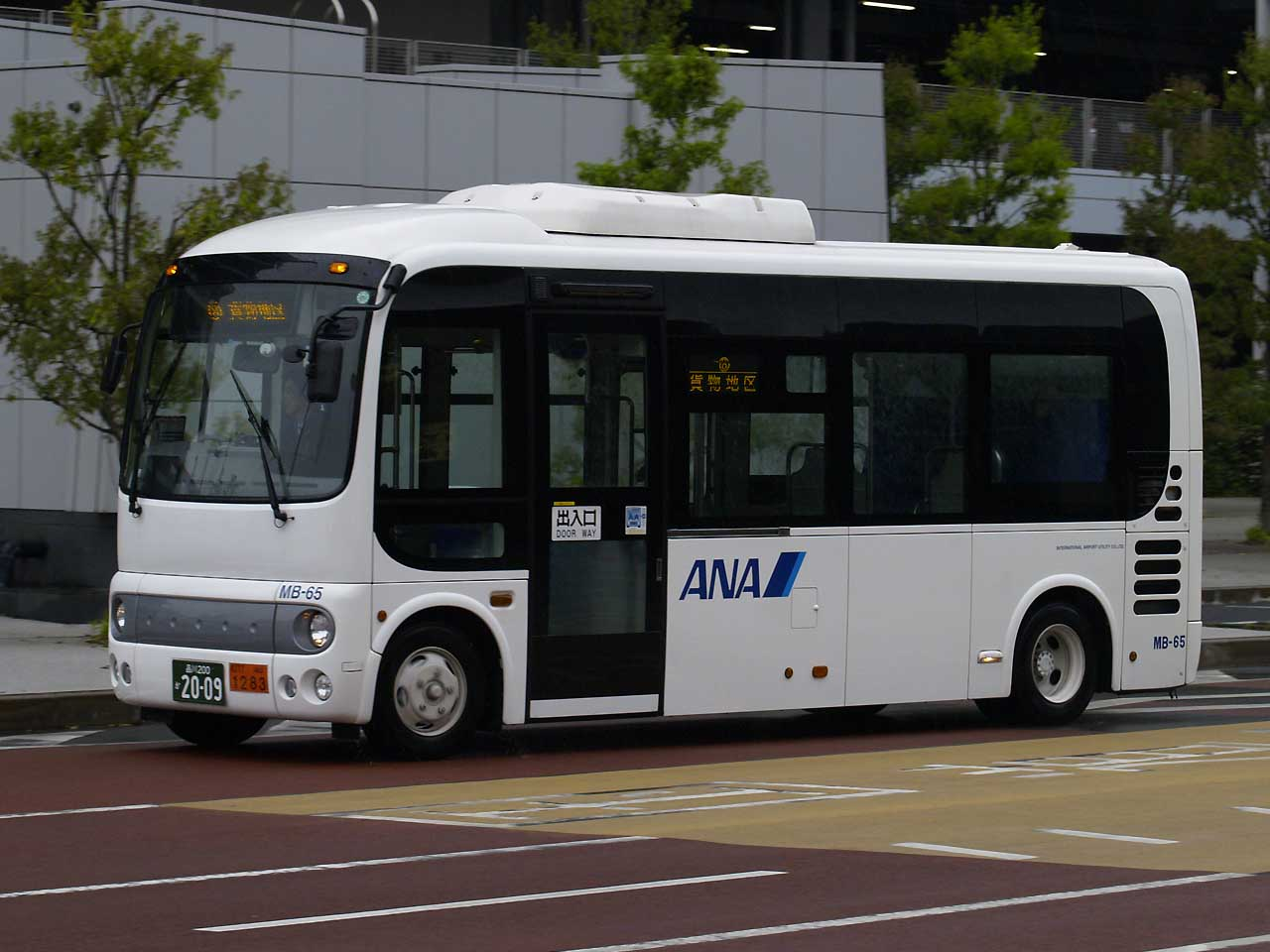
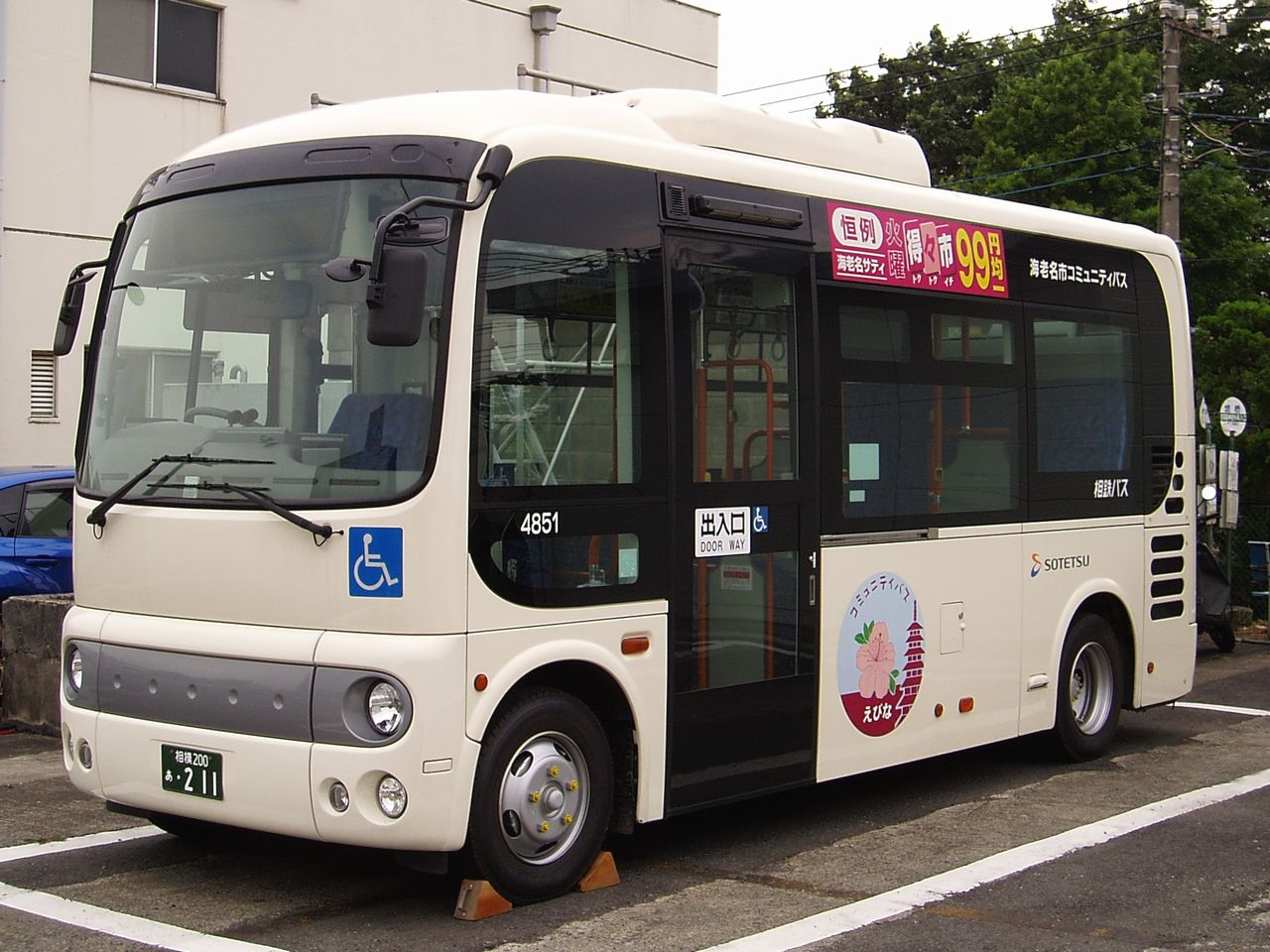

| 차종 | 숏타입      | 롱타입      |
| ---- | ----------- | ----------- |
| BDG  | BDG-HX6JHAE | BDG-HX6JLAE |

### SDG/SKG-HX9JHBE/LBE
2011년 8월에 마니어 체인지를 거치면서 MT 사양은 SKG-HX9J계, AT 사양은 SDG-HX9J계로 변경되었다. 엔진은 J05E형이 탑재되었고 DPR을 개량하면서 2010년 배출가스 규제에 대응했다. MT 사양은 2015년 연비 기준을 달성했다. 클린 디젤 시스템인 에어루프가 장착되었다. 공회전 시스템이 기본으로 탑재되었고, 좌석이 개선되었다. 2012년 5월에 좌석 및 안전밸트 보안을 위해 마이너 체인지를 실시했다.

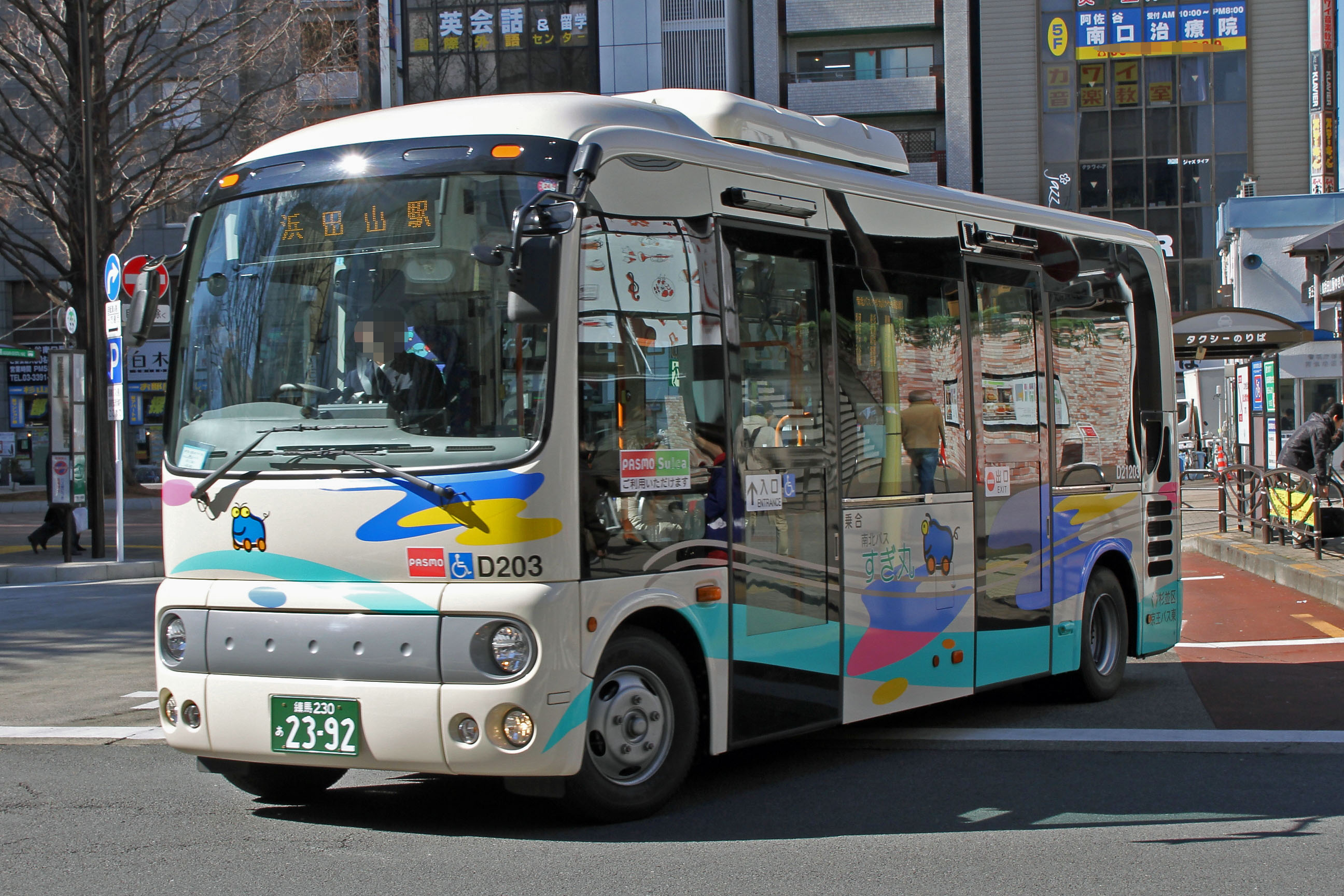
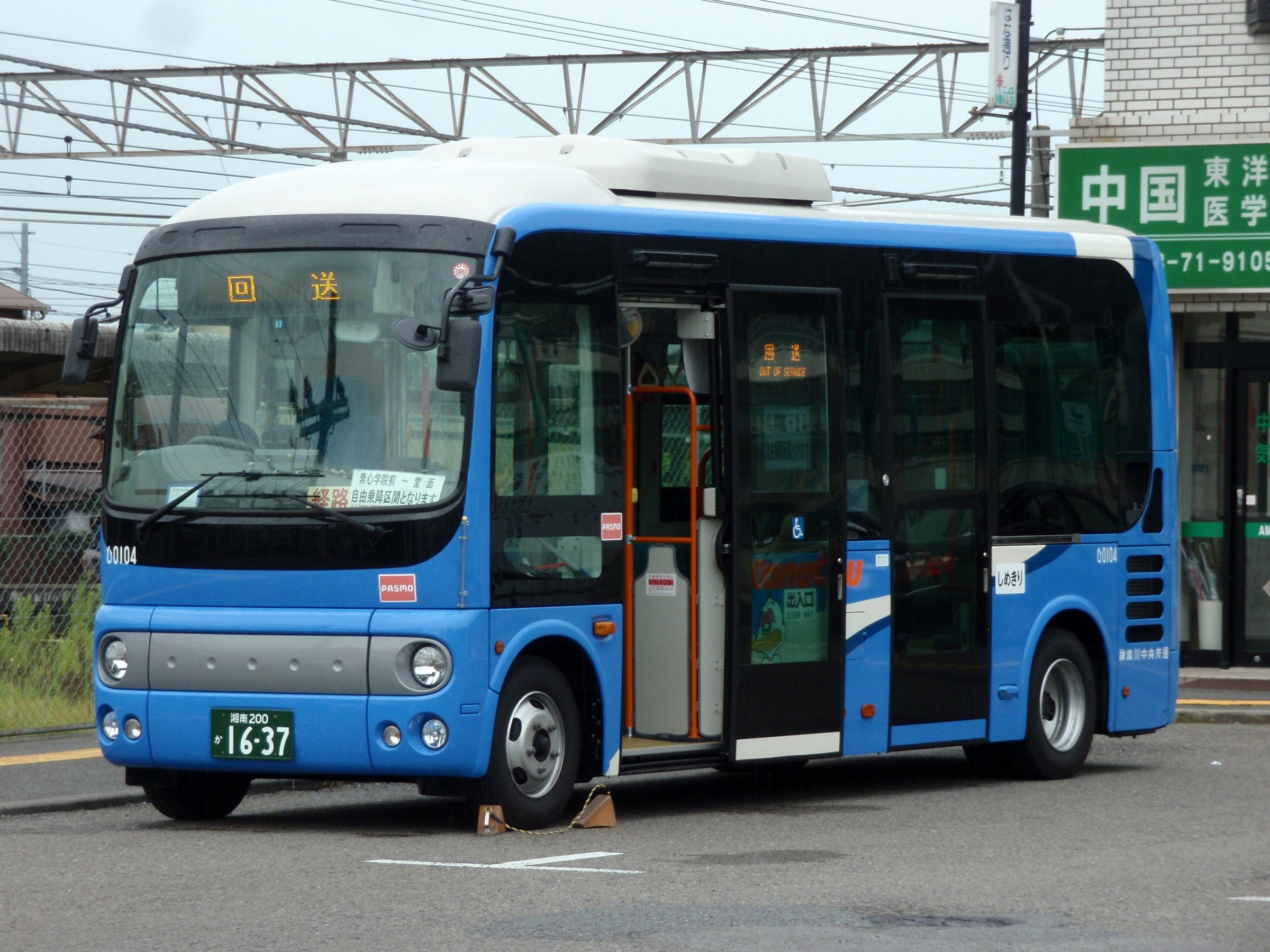
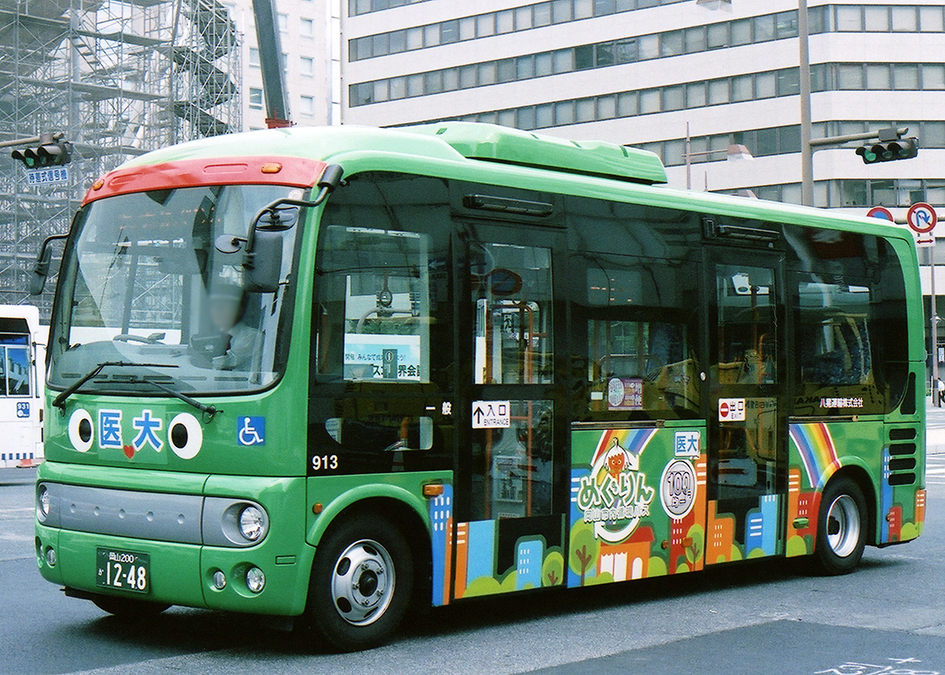

| 차종 | 숏타입      | 롱타입      |
| ---- | ----------- | ----------- |
| SKG  | SKG-HX9JHBE | SKG-HX9JLBE |
| SDG  | SDG-HX9JHBE | SDG-HX9JLBE |

### SDG-HX9JLBE
2012년 3월에 커뮤니티 버스 전용 전기 버스 사양으로 처음으로 출시되었다. 폰초 모델을 개조한 전기 버스 모델이 존재 했으나 히노 자동차에서 최초로 개발된 차량이다.

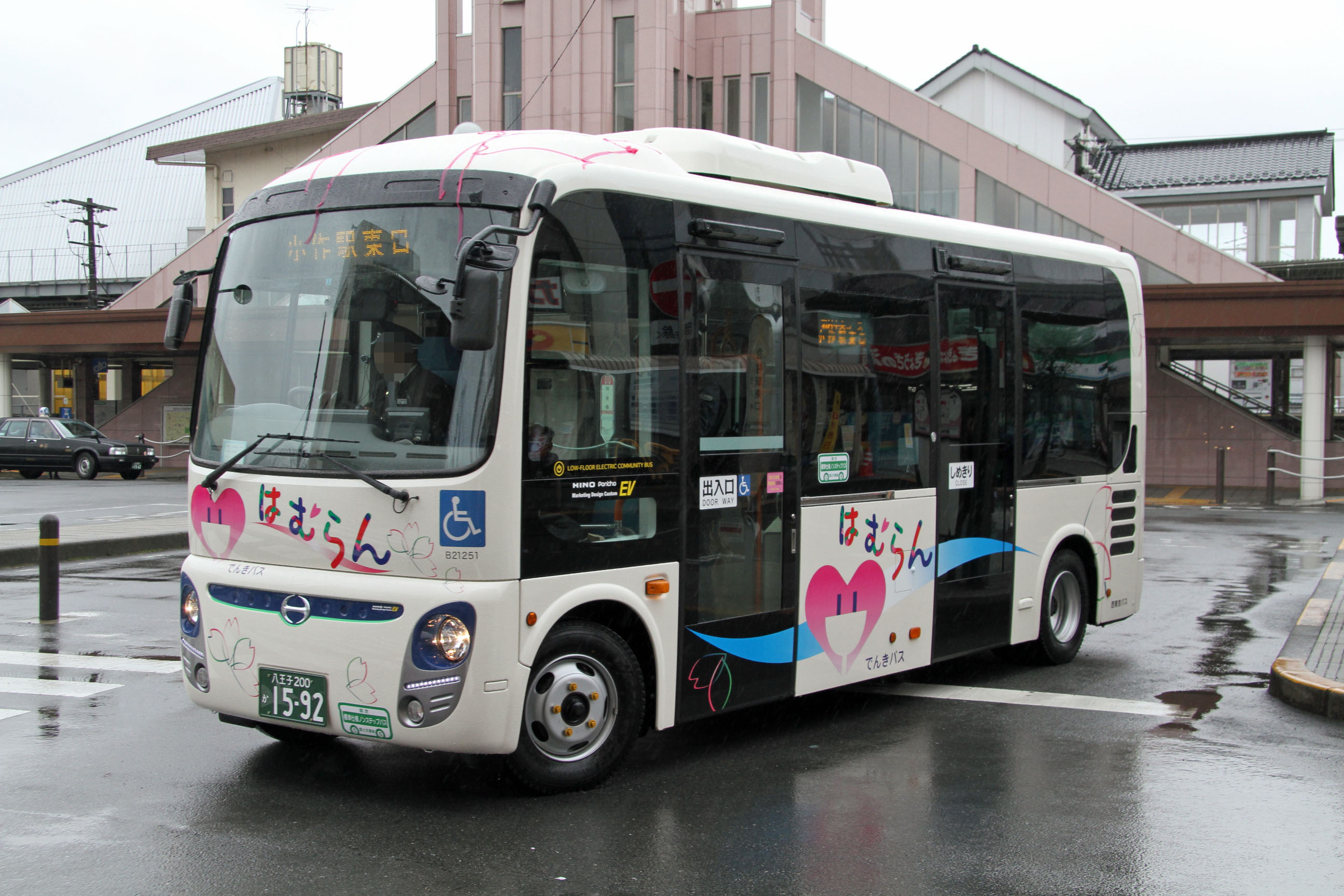
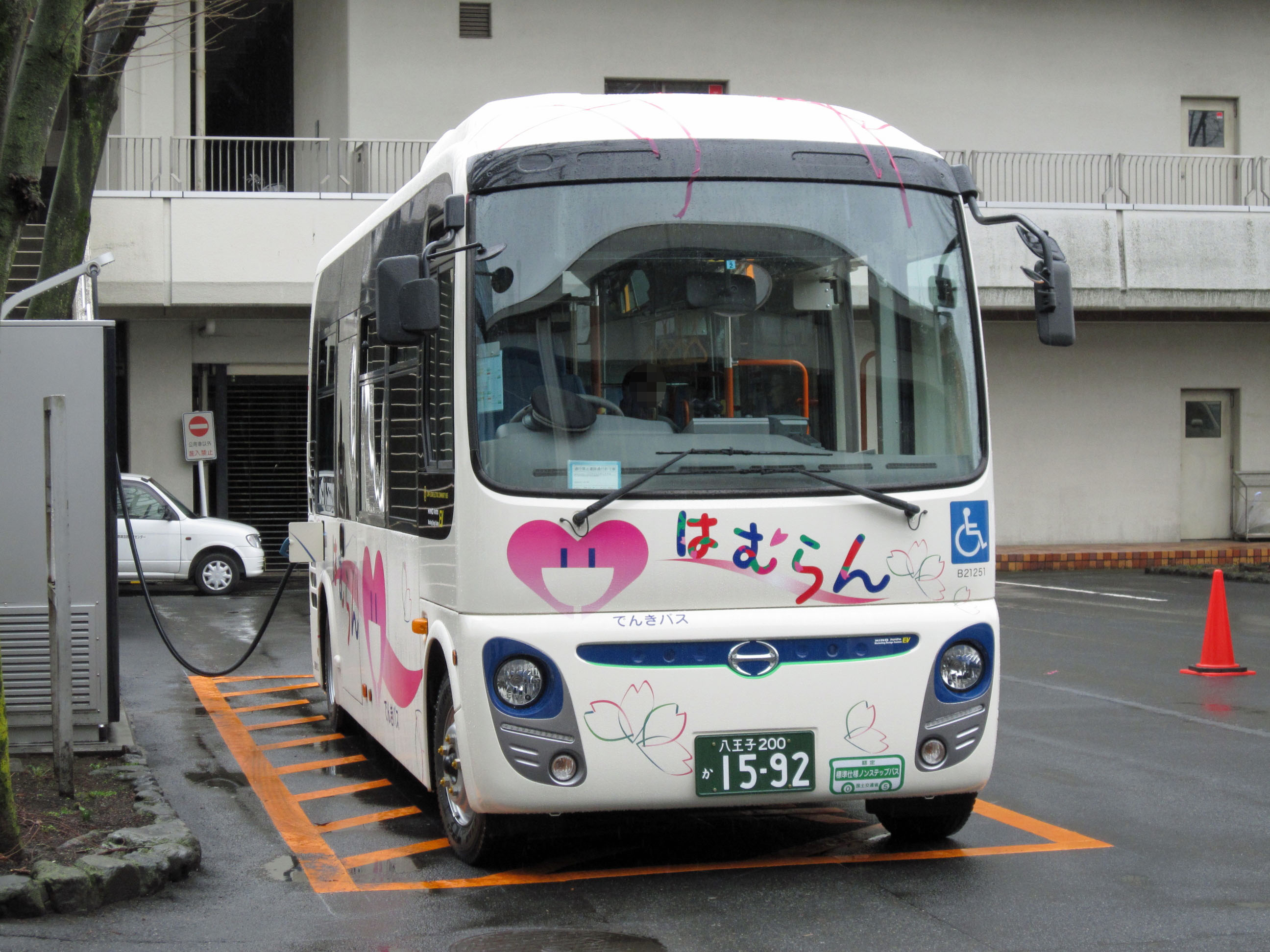

### 2DG-HX9JHCE/LCE
2017년 12월 5일에 마이너 체인지를 하면서 엔진은 J05E형이 탑재되었다. 배출 가스 정화 시스템인 DRP 플러스와 SCR 시스템이 채택되었다. 변속기의 경우 5단 AT로 통합되었다. 그 밖에도 실내등이 LED화가 되었다.
| 숏타입      | 롱타입      |
| ----------- | ----------- |
| 2DG-HX9JHCE | 2DG-HX9JLCE |

## 같이 보기
- 히노 자동차
- 히노 레인보우
- 히노 리에세
- 히노 멜파